# 愛爾蘭裔美國人
愛爾蘭裔美國人（英語：Irish Americans）指的是自稱具有愛爾蘭血統的美國人。根據美國人口統計顯示，愛爾蘭裔是僅次於德裔的第二大族群，佔美國人口約12%。

## 歷史
早在十七世紀就已經有愛爾蘭裔移民到美國定居。他們基本都是分佈在美國東岸，阿巴拉契亞一帶。
而大批愛爾蘭裔移居到美國，則是在19世紀中葉之事。由於愛爾蘭大飢荒，截至1860年，約二百萬名愛爾蘭裔移居到美國。他們一般都是定居於大城市，包括波士頓、紐約、匹茲堡、巴爾的摩等等。由於他們多為農民，到達美國後，主要是從事體力勞動的工作，比如伐木、興建運河等等。

## 分佈
按2013年資料，愛爾蘭裔在全美的分佈如下：
- 加利福尼亞州- 2,533,235     (6.6%)
- 紐約州- 2,372,949       (12.1%)
- 賓夕法尼亞州- 2,116,816   (16.6%)
- 德克薩斯州- 1,864,979          (7.1%)
- 佛羅里達州- 1,748,243        (8.9%)
- 俄亥俄州- 1,567,480           (13.5%)
- 伊利諾伊州- 1,512,793       (11.7%)
- 馬薩諸塞州- 1,416,607  (21.2%)
- 新澤西州- 1,260,260     (14.2%)
- 密歇根州- 1,084,145       (11.0%)
- 北卡羅來納州- 870,065   (8.8%)
- 弗吉尼亞州- 808,058         (9.8%)
- 喬治亞州- 797,450 (8.0%)
- 密蘇里州- 796,431         (13.2%)
- 印第安納州- 765,236          (11.6%)
- 華盛頓州- 762,478 (10.9%)
- 田納西州- 688,884        (10.6%)
- 馬利蘭州- 645,930         (10.9%)
- 科羅拉多州- 622,188         (11.8%)
- 威斯康辛州- 612,483        (10.7%)
- 阿利桑那州- 612,413          (9.2%)
- 明尼蘇達州- 576,914        (10.6%)
- 康湼狄格州- 557,128      (15.5%)
- 肯塔基州- 536,668         (12.2%)

而首十個最多愛爾蘭裔的州份如下：
- 馬薩諸塞州 (21.2%)
- 新罕布什爾州 (20.5%)
- 緬因州 (18.0%)
- 維蒙特州 (18.0%)
- 羅德島州 (17.9%)
- 德拉瓦州 (16.7%)
- 賓夕法尼亞州 (16.6%)
- 康湼狄格州 (15.5%)
- 西弗吉尼亞州 (14.8%)
- 新澤西州 (14.2%)

## 文化
聖派翠克日是愛爾蘭裔美國人一年一度的盛事，通常於每年的3月17日舉行。

## 各界人物
- 麦考利·卡尔金
- 詹姆斯·布坎南
- 約翰·甘迺迪
- 隆納·雷根
- 比爾·柯林頓
- 約翰·麥凱恩
- 泰德·甘迺迪
- 羅伯特·弗朗西斯·甘迺迪
- 克里斯多夫·杜德
- 瓊斯夫人
- 尤金·奥尼尔
- 亨利·福特
- 柯南·奧布萊恩
- 諾蘭·萊恩
- 強尼·戴蒙
- 布賴恩·麥克布萊德
- 喬治·克隆尼
- 瑪麗亞·凱莉
- 莎朗·史東
- 派屈克·丹普西
- 克里斯·埃文斯
- 坎迪·达琳
- 乔·拜登